# 細鱗綠鰭魚
細鱗綠鰭魚，為輻鰭魚綱鮋形目牛尾魚亞目角魚科的其中一種，分布於東大西洋區，從挪威至南非開普敦海域，包括地中海、黑海，棲息深度20-318公尺，體長可達75公分，為底棲性魚類，生活在沙石底質的海域，屬肉食性，以甲殼類、軟體動物等為食，可做為食用魚、遊釣魚及觀賞魚。